# جامعة إنديانا بنسلفانيا
جامعة إنديانا بنسلفانيا (بالإنجليزية:Indiana University of Pennsylvania) (إختصارا:IUP) هي جامعة عامة في مقاطعة إنديانا، بنسلفانيا. اعتبارًا من خريف 2019، التحق بالجامعة 8279 طالبًا جامعيًا و2079 طالبًا جامعيًا، ليصبح إجمالي عدد الطلاب المسجلين في الجامعة 10348 طالبًا. تقع الجامعة 55 ميل (89 كـم) شمال شرق بيتسبرغ. يحكمها مجلس أمناء محلي ومجلس محافظي نظام ولاية بنسلفانيا للتعليم العالي. لدى جامعة إنديانا بنسلفانيا فروع جامعية في بوكسوتاوني ونورثبوينت ومونروفيل. تم اعتماد جامعة إنديانا بنسلفانيا من قبل لجنة الولايات الوسطى للتعليم العالي.

## التاريخ

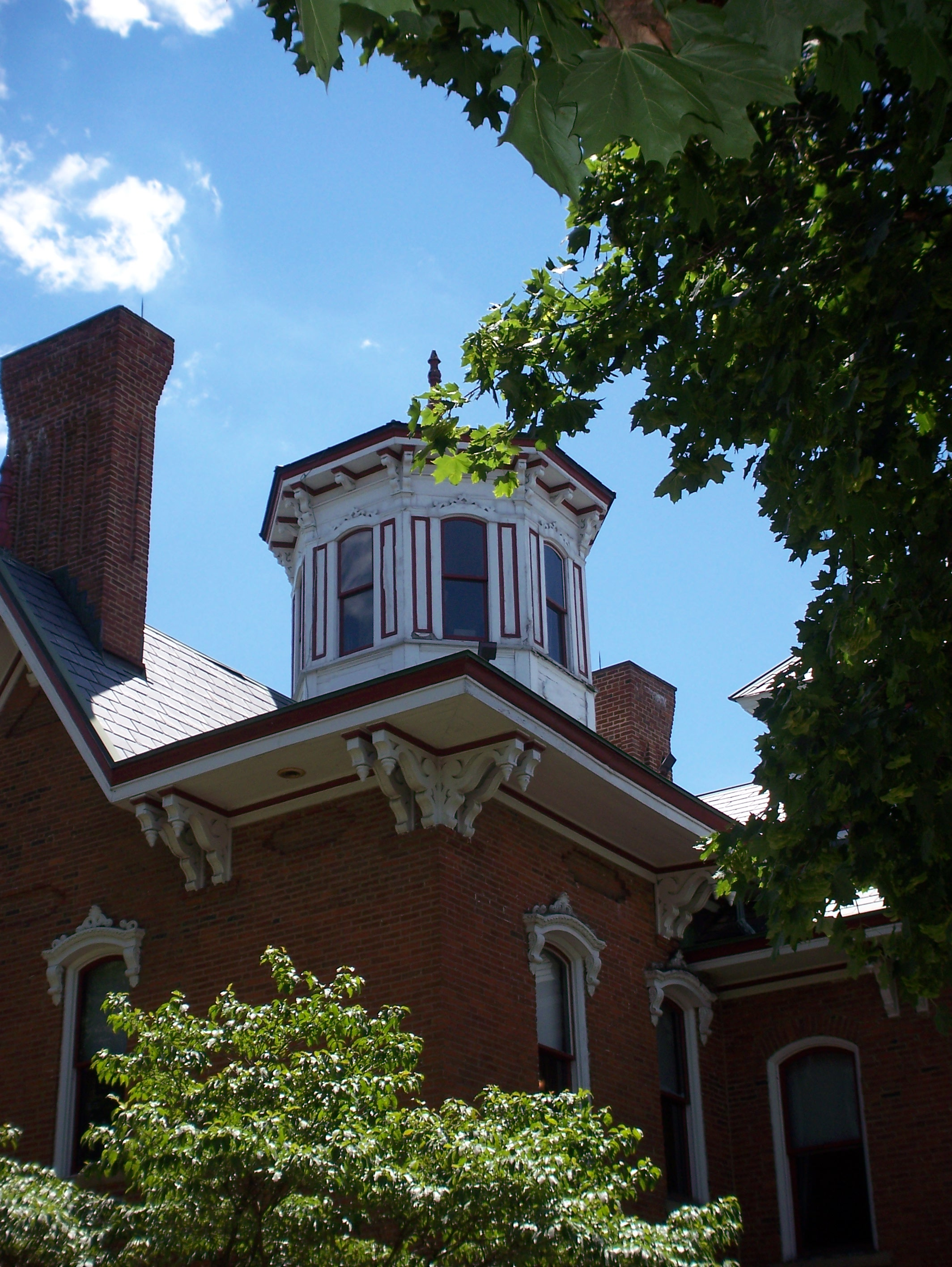
قاعة بريزيدال

تم تصميم جامعة إنديانا بنسلفانيا كمدرسة مدرسة إنديانا العادية، التي تم استئجارها لأول مرة في عام 1871 من قبل مستثمري مقاطعة إنديانا. تم إنشاء المدرسة بموجب قانون المدرسة العادية، الذي أقر الجمعية العامة لولاية بنسلفانيا في 20 مايو 1875. يجب أن تكون المدارس العادية التي تم إنشاؤها بموجب القانون شركات خاصة لا تعتمد بأي حال من الأحوال على خزانة الدولة. كان من المقرر أن تكون مدارس عادية «حكومية» فقط بمعنى أنها معترف بها رسميًا من قبل الكومنولث.
افتتحت المدرسة أبوابها في عام 1875 على غرار المدرسة الفرنسية نورمال. سجلت 225 طالبًا فقط. أقيمت جميع الأحداث المدرسية العادية داخل مبنى واحد يحتوي أيضًا على مدرسة معملية للتدريس النموذجي. انتقلت سيطرة وملكية المؤسسة إلى كومنولث بنسلفانيا في عام 1920. في عام 1927، بموجب سلطة من الجمعية العامة لولاية بنسلفانيا، أصبحت كلية المعلمين الحكومية في إنديانا، مع الحق في منح الدرجات العلمية. مع توسع مهمتها، تم تغيير الاسم مرة أخرى في عام 1959 إلى كلية ولاية إنديانا. في عام 1965، حصلت المؤسسة على مكانة جامعية وأصبحت جامعة إنديانا في بنسلفانيا، أو جامعة إنديانا بنسلفانيا.

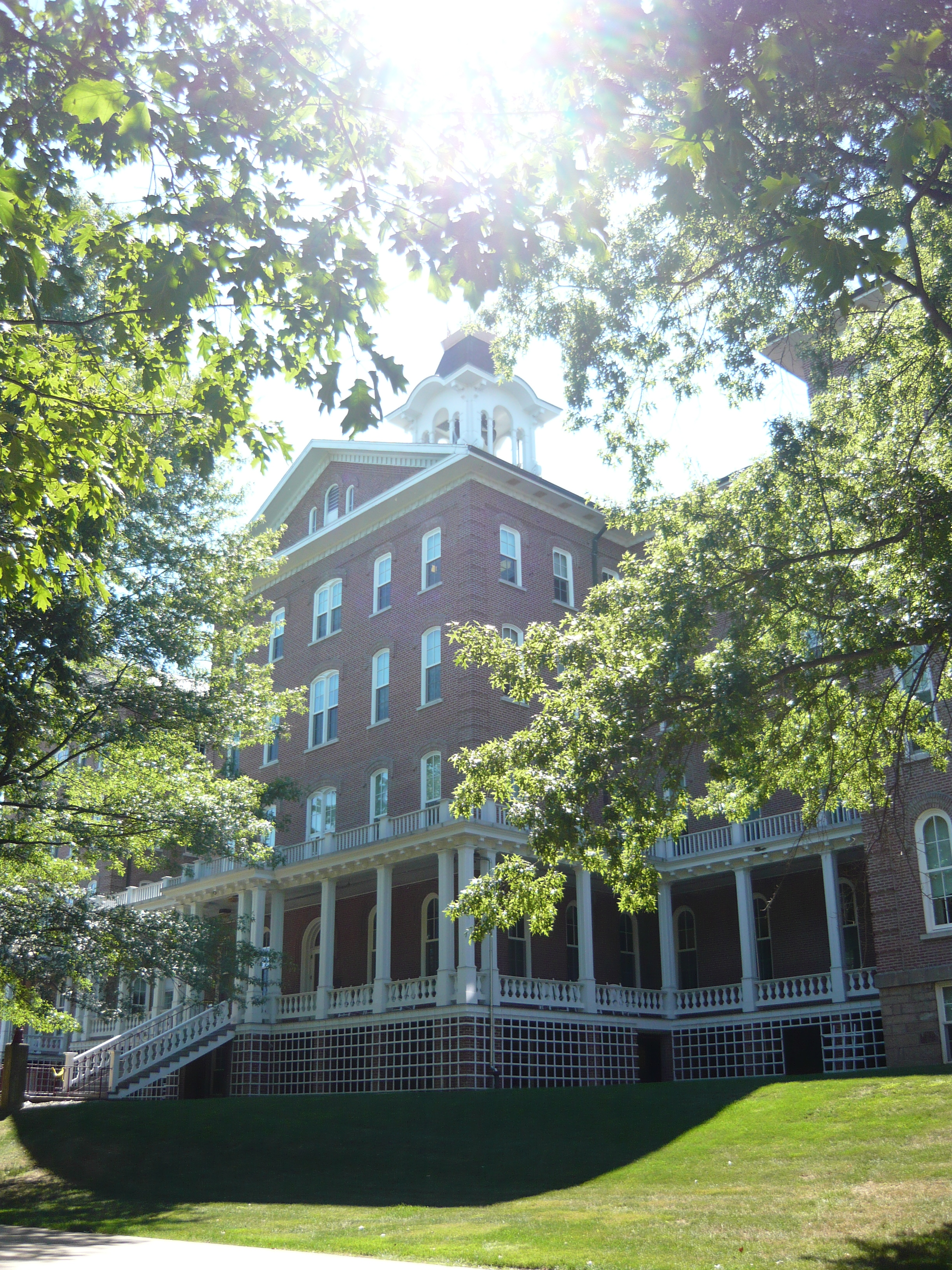
ساتون هول

### 2013 إلى الوقت الحاضر (تراجع القيد وتخفيض النفقات وإعادة الهيكلة
بلغ إجمالي التسجيل في جامعة إنديانا بنسلفانيا ذروته في خريف عام 2012 عند 15379 وانخفض بشكل مطرد منذ ذلك الحين. تسبب هذا الانخفاض في الالتحاق بصعوبات مالية للجامعة التي كافحت لتغطية تكاليف توسعة السكن الجامعي لعام 2010. بلغ إجمالي التسجيل في جامعة إنديانا بنسلفانيا ذروته في خريف عام 2012 عند 15379 وانخفض بشكل مطرد منذ ذلك الحين. تسبب هذا الانخفاض في الالتحاق بصعوبات مالية للجامعة التي كافحت لتغطية تكاليف توسعة السكن الجامعي لعام 2010.  في أكتوبر 2020، أعلن رئيس جامعة إنديانا بنسلفانيا مايكل دريسكول عن خطط إعادة الهيكلة وتقليص النفقات المتعلقة باقتراح NextGen للقيادة. تم إصدار إشعارات تسريح أو تسريح إلى 81 عضو هيئة تدريس منتسب أو دائم في 30 أكتوبر 2020، مع توقع 47 آخرين قبل نهاية العام الدراسي. كان عدد الطلاب المسجلين في خريف 2021 هو 9,009.
 

## أكاديميون
تقدم جامعة إنديانا بنسلفانيا أكثر من 140 برنامجًا لدرجة البكالوريوس و 70 برنامجًا للدراسات العليا تحت إشراف ثماني كليات ومدارس:
- كلية إبرلي للأعمال وتكنولوجيا المعلومات
- كلية التربية والاتصالات
- كلية الفنون الجميلة
- كلية الصحة والخدمات الإنسانية
- كلية الدراسات العليا والبحوث
- كلية العلوم الإنسانية والاجتماعية
- كلية العلوم الطبيعية والرياضيات
- مدرسة التعليم المستمر

تأسست كلية روبرت إي كوك الفخرية لتقديم منهج الدراسات الليبرالية القائم على الخطاب بأسلوب الندوة.

### الجوائز
فاز أعضاء هيئة التدريس في جامعة إنديانا بنسلفانيا بما يقرب من 60 جائزة Fulbright Exchange منذ عام 1959، مما يمكنهم من الدراسة وإجراء البحوث في 27 دولة. حصل اثنان من أعضاء هيئة التدريس على جائزة روما.
حصل طلاب جامعة إنديانا بنسلفانيا على أوسمة منها: منحة فولبرايت، منح فاي كابا فاي، باحث باري إم غولدووتر، باحث رونالد إي ماكنير، باحث جيلمان، زميل فينيغان، وجائزة
باشي علي زيدي.

### ذا بين
تأسست ذا بين في عام 1924، وهي الصحيفة الرسمية للهيئة الطلابية في جامعة إنديانا بنسلفانيا. وقد فازت بثلاث جوائز طالب كيستون ميديا في 2018 وترشيح واحد في 2019

### الترتيب
تصنف تصنيفات كلية واشنطن الشهرية لعام 2020 للجامعات الوطنية IUP 193 من أصل 388 مدرسة.

## حرم الجامعة
IUP's 374 أكر (1.51 كـم2) الحرم الرئيسي هو مزيج من 62 مبنى من الطوب الأحمر القديم والجديد. كان المبنى الأصلي، وهو مبنى فيكتوري اسمه جون ساتون هول، يضم المدرسة بأكملها. اليوم، تم إدراج ساتون هول في السجل الوطني للأماكن التاريخية. إنه يقع في قلب الحرم الجامعي - كانت هناك معركة للحفاظ عليه في عام 1974 عندما قررت الإدارة هدمه. ومن المفارقات، أنها تضم اليوم العديد من المكاتب الإدارية ومناطق الاستقبال. مركز خريجي بريزيدال مدرج أيضًا في السجل الوطني للأماكن التاريخية. كان القصر الفيكتوري في السابق موطنًا لقاضي المحكمة العليا في بنسلفانيا.

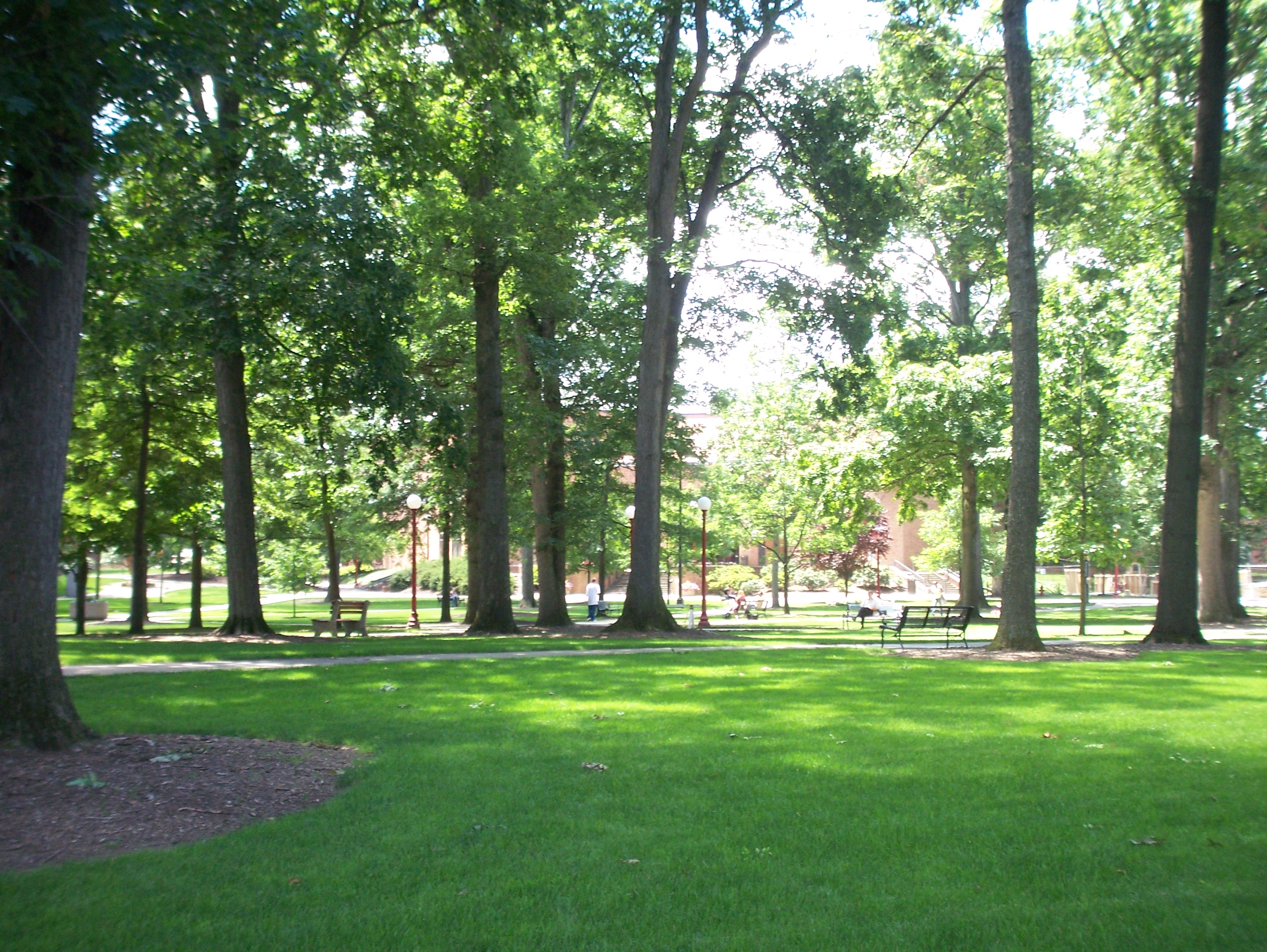
The Oak Grove يتطلع نحو مكتبة ستابلتون خلال فصل الصيف.

يضم الحرم القبة السماوية، ومتحف الجامعة، ومسرح الصندوق الأسود، ومبنى هادلي يونيون (HUB)، ومكتبة موسيقية واسعة، وقاعة كوجسويل التي أعيد تشكيلها حديثًا لمجتمع الموسيقى بالجامعة. تضم مكتبة ستابلتون أكثر من 900000 وحدة تخزين مجمعة وأكثر من 2 مليون وحدة شكل ميكرو. يقع أوك جروف في قلب الحرم الجامعي. يتذكر العديد من الخريجين هذه البقعة بسبب مركزيتها والعديد من الأحداث التي تحدث هناك. في يناير 2000، أسس الرئيس السابق لورانس ك. بيتيت مجلسًا لإنشاء مشتل أليغيني في جامعة إنديانا بنسلفانيا. تعمل هذه المجموعة على تأثيث اوك جروف بالنباتات الأصلية في المنطقة. تدير الجامعة أيضًا أكاديمية فنون الطهي في بونكسوتاوني وأكاديمية للشرطة في حرمها الرئيسي.
كما تمتلك الجمعية التعاونية للطلاب بالجامعة كوليج لودج على بعد عدة أميال من الحرم الجامعي. ويوفر فرصًا للتزلج وركوب الدراجات والمشي لمسافات طويلة ولعب الجولف. الوصول إلى القوارب متاح أيضا من خلال الجمعية التعاونية.
على مدى السنوات الخمس الماضية، هدمت جامعة إنديانا بنسلفانيا معظم مهاجع حقبة 1970 في الحرم الجامعي. بدأ الهدم خلال صيف عام 2006 ويتم استبدال المرافق بأجنحة حديثة. البناء مستمر مع سبعة مهاجع جديدة اكتملت لخريف 2009. تم الانتهاء من مبنيين آخرين على طراز الأجنحة بحلول خريف 2010. في ذلك الفصل الدراسي، اعتُبر أن حفل قص الشريط في قاعة ستيفنسون قد انتهى من «إحياء قاعة الإقامة» التي استمرت أربع سنوات. تشبه هذه الغرف المصممة على طراز الأجنحة تلك التي يتم بناؤها في جامعات أخرى في PASSHE.

## المنظمات اليونانية

### تكريم الأخويات
- Phi Sigma Pi (جمعية الأخوة الشرف الوطنية الشاملة للجنسين)
- ألفا بسي أوميغا (مسرح)

## ألعاب الرياضة
يرعى قسم الرياضة في IUP 19 رياضة جامعية، منها 8 للرجال و 11 للسيدات. هناك أيضًا فرق رياضية للأندية مثل هوكي الجليد والرجبي. [بحاجة لمصدر]
تنتج جامعة إنديانا بنسلفانيا سنويًا فرقًا وأفرادًا يتنافسون على البطولات على مستوى المؤتمر والإقليمي والوطني. شهد العام الدراسي 2004–05 إرسال 12 رياضة إما فرقهم أو أفرادهم إلى مسابقة NCAA لما بعد الموسم.
كان فريق جامعة إنديانا بنسلفانيا لكرة القدم قد شارك مرتين (1990 و 1993) في مباراة اللقب الوطني للرابطة الوطنية لرياضة الجامعات 2 (1990 و 1993). 
وبالمثل، خسر فريق كرة السلة للرجال جامعة إنديانا بنسلفانيا مباراة اللقب الوطني للقسم الثاني للرابطة الوطنية لرياضة الجامعات مرتين في 2010 و2015.
أنهى فريق جامعة إنديانا بنسلفانيا للرجبي المركز الثالث في البطولة الوطنية للشعبة الأولى في عام 2000، لينتهي بذلك خلف كاليفورنيا ووايومنغ ومتقدمًا على الجيش صاحب المركز الرابع.
فاز فريق هوكي الجليد جامعة إنديانا بنسلفانيا للرجال ببطولة موسم CHMA في 2018-2019  ولكن تم إلغاء البطولة بسبب لوباء كوفيد 19

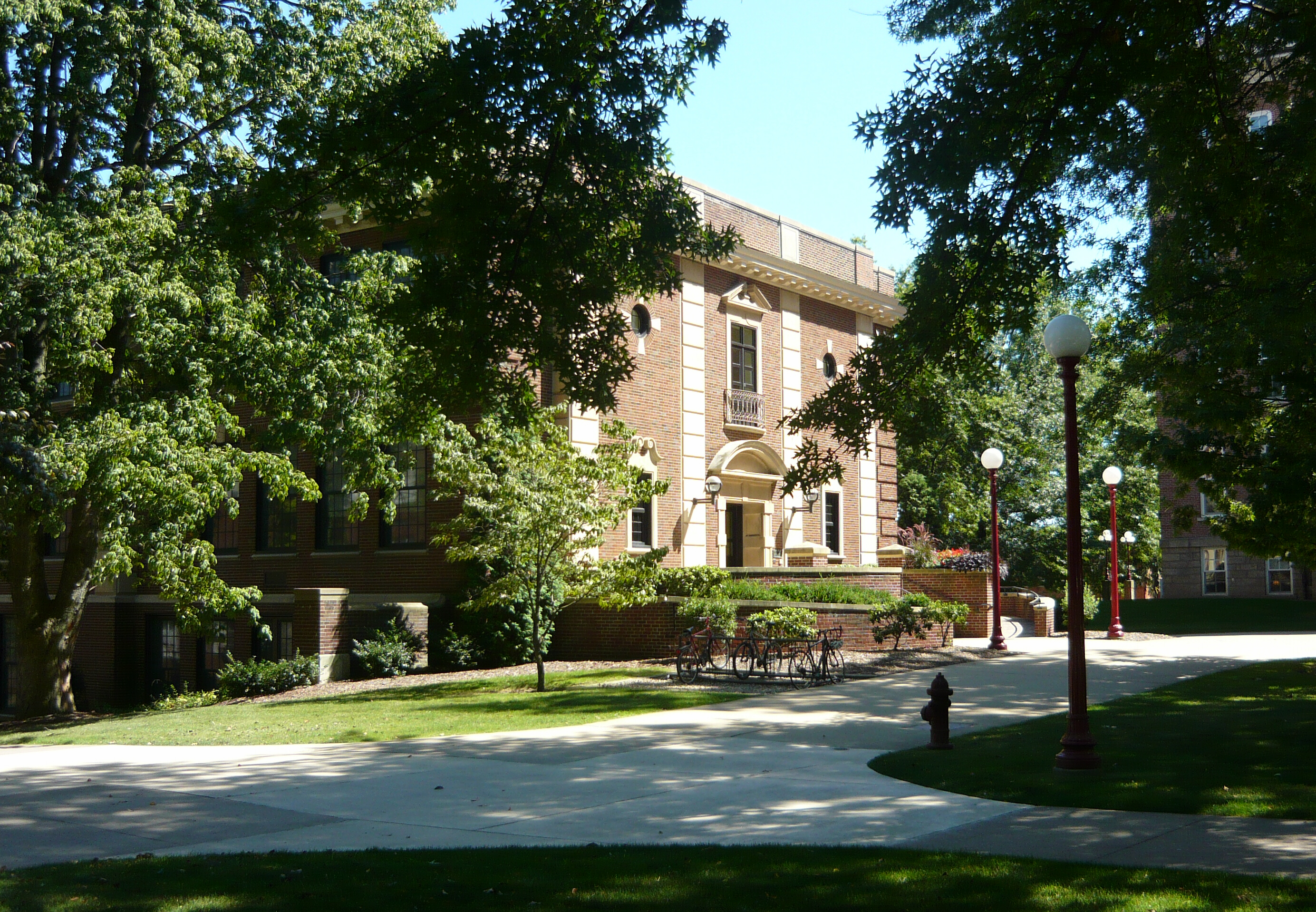
قاعة McElhaney

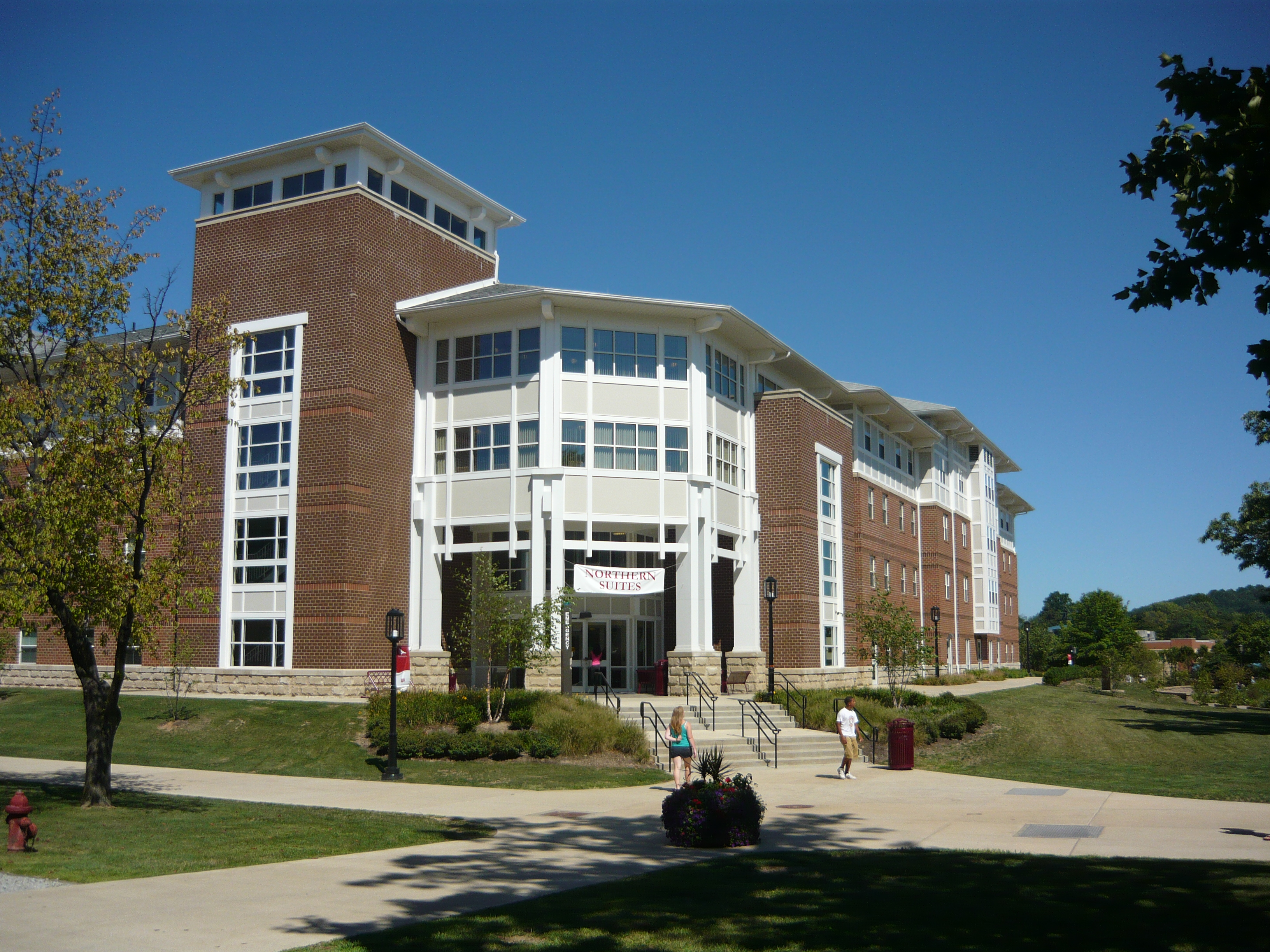
الأجنحة الشمالية

كان فريق لاكروس للرجال في جامعة إنديانا بنسلفانيا هو أبطال مؤتمر الأنهار الثلاثة لعامي 2018 و2019 ويحتل حاليًا المرتبة رقم 13 في الدولة في القسم الثاني من قبل NCLL لموسم 2020.

## اشخاص
- جودت بهجت عالم سياسي، مؤلف، أستاذ
- دنكان بلاك («أتريوس»)؛ المدون
- نيلي بلي (1879)؛ صحفي [30]
- تيم بيرنز (1990)؛ رجل أعمال سياسي [31]
- مارك كريتز (1987)؛ مجلس النواب الأمريكي (2010-2012) [31]
- دانا د.نلسون (1984)؛ أستاذ الأدب، مؤلف، داعية للمواطنة والديمقراطية
- جون ستوتشيل فيشر (1886)؛ حاكم ولاية بنسلفانيا (1927-1931)
- تشاد هيرلي (1999)؛ المؤسس المشارك والرئيس التنفيذي، YouTube [32]
- سامرز ميلفيل جاك مجلس النواب الأمريكي (1899–1903)
- ماثيو كنيسلي المصور الصحفي
- جون مورثا مجلس النواب الأمريكي (1974-2010)
- فرح كوين طاهٍ إندونيسي [33]
- باتريشيا روبرتسون (1985)؛ رائد فضاء ناسا [34]
- آرت روني (1920)؛ مؤسس بيتسبرغ ستيلرز [35]
- جيمي ستيوارت (مدرسة مختبر كيث)؛ الممثل
- جاك واجنر (1974)؛ مجلس مدينة بيتسبرغ (1984-1994)، مجلس شيوخ بنسلفانيا (1994-2005)، المدقق العام في بنسلفانيا (2005-2013) [36]
- جيم هاسليت (1979)؛ لاعب الدوري الوطني لكرة القدم (بوفالو بيلز) والمدرب (نيو أورلينز ساينتس، سانت لويس رامز)؛ عضو في قاعة مشاهير كرة القدم بالكلية

## روابط خارجية
- الموقع الرسمي
- موقع IUP لألعاب القوى